# Sunday Maweni
Sunday Maweni (* 1. Januar 1959) ist ein ehemaliger botswanischer Sprinter.

## Sport
Maweni nahm an den Olympischen Sommerspielen 1988 in Seoul teil.
Im Wettkampf über 400 m und in der 4 × 400-m-Staffel schied er jeweils in den Vorläufen aus. In der Staffel lief er mit Joseph Ramotshabi, Tobolane Kgarametso und Kebapetse Gaseitsiwe.
1986 ist er in Edinburgh auch in drei Wettbewerben bei den Commonwealth Games angetreten.